# Divadelní soubor Za oponou
Za oponou je divadelní soubor působící v Divadle Radar. Je to amatérský soubor, který spravuje Dům dětí a mládeže Prahy 7. Soubor se od vzniku zúčastňuje divadelních přehlídek (Brnkání v Brně, Modrý Kocour a další). Mezi významné členy, kteří prošli souborem, patří Adam Mišík, Ondřej Havel, Milana Gorská nebo Vojtěch Machuta.

## Historie
Divadelní soubor Za oponou vznikl v roce 2007 rozdělením souboru Načerno Mladší na dva soubory: Šupitopresto (starší) a Za oponou (mladší). V následující sezóně měl soubor svojí první premiéru. Jednalo se o představení s názvem O princezně solimánské. Představení režírovala Radka Tesárková a Anežka Kotrlá.[zdroj?]
Na začátku sezóny 2009/2010 přišel do souboru nový vedoucí a režisér Josef Hervert. Pod jeho vedením a pod vedením Radky Tesárkové soubor Za oponou nazkoušel představení Viking Vike.[zdroj?]
Rok 2011 přinesl rozdělení Za opony na dva soubory: Za oponou (starší) a Před oponou (mladší). Dnes se Před oponou jmenuje Štronzo. První inscenace po rozdělení byl Blázníček. Pásmo básní od Petra Nikla režíroval Josef Hervert a Radka Tesárková za hudební přípravy Lucie Špitálské.[zdroj?]
V sezóně 2012/2013 byla premiéra Knihy Džunglí. O dvě sezóny později (2015/2016) soubor nazkoušel inscenaci Ondina. To bylo zároveň poslední režie Radky Tesárkové, která po této hře opustila soubor. Novým vedoucím souboru se na chvíli stala Lucie Wildtová, která zde narežírovala spolu Josefem Hervertem další představení Hamleteen. Ten měl premiéru v sezoně 2017/2018.[zdroj?]
Aktuálně vede soubor Jan Daniel a Anna Poláková. Pod režií Lukáše Křížka se odpremiérovalo představení Probuzení jara (premiéra v říjnu 2020).[zdroj?]
V roce 2025 se soubor zúčastnil festivalu Metronome Praha 2025 s inscenací 2112. Zároveň byl nominován s inscenací Encyklopedie akčního filmu(autor: Tomáš Dianiška, režie: Luděk Horký) na celostátní přehlídku amatérského divadla Jiráskův Hronov.

## Inscenace
- O princezně solimánské (Premiéry 23. a 25. května 2008 - Derniéra 25. dubna 2010)
- Viking Vike (Premiéry 10. a 11. dubna 2010 - Derniéra 15. ledna 2011)
- Blázníček (Premiéra 7. května 2011 - Derniéra 1. října 2012)
- Kniha Džunglí (Premiéry 2. a 4. listopadu 2012 - Derniéra 14. listopadu 2014)
- Ondina (Premiéra 11. prosince 2015 - Derniéra 17. prosince 2017)
- Hamleteen (Premiéry 13. a 15. října 2017 - Derniéra 18. září 2020)
- Probuzení jara (Premiéry 9. a 10. října 2020 - Derniéry 4. ledna a 3. února 2024)[2]
- Pomeranč (Premiéry 29. a 30. dubna 2022 - Derniéra 14. června 2024)
- Encyklopedie akčního filmu (Premiéry 14. a 15. března 2024)
- 2112 (Premiéry 25. a 26. dubna 2025)